# Alliance nationale tamoule
Pour les articles homonymes, voir Alliance nationale.
L'Alliance nationale tamoule ( tamoul : தமிழ் தேசிய கூட்டமைப்பு, singhalais : දෙමළ ජාතික සන්ධානය, anglais : Tamil National Alliance),  régulièrement abbrévié TNA, est une alliance de partis politiques tamouls au Sri Lanka.
Fondé en 2001, elle est la troisième alliance politique du pays, représentant le fédéralisme tamoul pour les provinces du Nord et de l'Est du pays; en opposition avec les alliances cingalaises : la gauche socialiste représentée par la United People's Freedom Alliance, et la droite conservatrice, représentée par la United National Front for Good Governance

## Histoire
Fondée juste avant les élections de 2001, elle était constituée à ce moment précis des partis politiques All Ceylon Tamil Congress (ACTC), Eelam People's Revolutionary Liberation Front (EPRLF), Tamil Eelam Liberation Organization (TELO) et le parti historique Tamil United Liberation Front (TULF).
En 2004, les TULF ont quitté les TNA, dès lors que l'alliance tamoule a commencé à avoir une prise de position un peu trop favorable aux Tigres tamouls. En contrepartie, le parti Ilankai Tamil Arasu Kachchi (ITAK) sera ressuscité et deviendra le parti majeur de l'alliance.
Après 2009 et la fin de la guerre civile, l'alliance a soutenu le parti de l'opposition lors de l'élection présidentielle, contre le président sortant, Mahinda Rajapaksa. Celui-ci était le commandant Sarath Fonseka, qui a eu un rôle majeur dans la défaite des Tigres Tamouls.
En 2015, après la victoire de la gauche aux présidentielles avec l'élection du président Maithripala Sirisena, et de la droite aux législatives avec l'élection du Premier ministre Ranil Wickremesinghe, une cohabitation a lieu, et l'alliance TNA est alors désignée parti de l'opposition. Le président de l'alliance, Rajavarothiam Sampanthan devient alors le chef de l'opposition.

## Partis politiques membres
Le parti politique responsable de l'alliance est le Illankai Tamil Arasu Kachchi. Entre 2001 et 2004, le parti en charge était le Tamil United Liberation Front.
- Eelam People's Revolutionary Liberation Front
- People's Liberation Organisation of Tamil Eelam
- Tamil Eelam Liberation Organization

## Résultats électoraux

### Élections législatives
| Année | Voix    | %    | Rang | Sièges   | Gouvernement |
| ----- | ------- | ---- | ---- | -------- | ------------ |
| 2001  | 348 164 | 3,89 | 4e   | 15 / 225 | Tiers parti  |
| 2004  | 633 654 | 6,84 | 3e   | 22 / 225 | Tiers parti  |
| 2010  | 233 190 | 2,90 | 3e   | 14 / 225 | Tiers parti  |